# Цецерувка (Свентокшиське воєводство)
Цецерувка (пол. Ciecierówka) — село в Польщі, у гміні Вонхоцьк Стараховицького повіту Свентокшиського воєводства.
У 1975-1998 роках село належало до Келецького воєводства.